# Pittosporum trigonocarpum
Pittosporum trigonocarpum là một loài thực vật có hoa trong họ Pittosporaceae. Loài này được H. Lév. miêu tả khoa học đầu tiên năm 1913.